# Municipio de Jackson (condado de Northampton)
El municipio de Jackson (en inglés: Jackson Township) es un municipio ubicado en el  condado de Northampton en el estado estadounidense de Carolina del Norte. En el año 2010 tenía una población de 980 habitantes.

## Geografía
El municipio de Jackson se encuentra ubicado en las coordenadas 36°22′58.55″N 77°25′24.9″O / 36.3829306, -77.423583.